# Kirk : 2 = ?
Kirk : 2 = ? (Originaltitel: The Enemy Within) ist die nach Ausstrahlungsreihenfolge 5. bzw. nach Produktionsreihenfolge 4. Episode der ersten Staffel der Science-Fiction-Fernsehserie Raumschiff Enterprise. Sie wurde in englischer Sprache erstmals am 6. Oktober 1966 bei NBC ausgestrahlt. In Deutschland war sie zum ersten Mal am 22. Juli 1972 in einer synchronisierten Fassung im ZDF zu sehen.

## Handlung
Im Jahr 2266 bei Sternzeit 1672,1 erforscht die Enterprise den Planeten Alfa 177. Auf der Oberfläche befindet sich ein Außenteam unter Leitung von Captain Kirk. Als der Geologe Fisher sich bei einem Sturz von einem Felsen verletzt, beamt er zur Behandlung zurück aufs Schiff. Dabei wird der Transporter durch ein unbekanntes magnetisches Pulver auf Fishers Uniform gestört. Als Kirk kurz darauf ebenfalls aufs Schiff beamt, fühlt er sich benommen und desorientiert. Chefingenieur Scott begleitet ihn aus dem Transporterraum und mit etwas Zeitverzögerung materialisiert sich unbemerkt ein zweiter Kirk auf der Transporterplattform.
Kirk 2 begibt sich auf die Krankenstation und fordert von dem erstaunten Schiffsarzt McCoy eine Flasche Brandy. Anschließend verschafft er sich Zugang zum Quartier von Yeoman Janice Rand. Als sie eintritt, wird er zudringlich und versucht, sie zu vergewaltigen. Rand wehrt sich und verpasst ihm einige tiefe Kratzer auf der Wange. Kirk 2 überrumpelt den zufällig vorbeikommenden Fisher und flieht. Auf der Krankenstation wird Rand daraufhin von Kirk 1 und Spock zu dem Vorfall befragt. Kirk 1 weist die gegen ihn erhobenen Anschuldigungen von sich. Da Fisher als Zeuge den Vorfall bestätigen kann, schlussfolgert Spock, dass der Übergriff tatsächlich stattgefunden hat und von einem Doppelgänger des Captains durchgeführt wurde.
Scott stellt nun fest, dass das Pulver auf Fishers Uniform eine Überlastung des Transporters verursacht hat. Er kann bis auf Weiteres nicht benutzt werden, was ein Problem für Lieutenant Sulu und die restlichen Mitglieder des Außenteams darstellt, denn die Temperaturen auf der Planetenoberfläche beginnen rasch zu sinken. Kirk 1 informiert die Besatzung über seinen Doppelgänger und die Kratzer, durch die er zu erkennen ist. Kirk 2, der sich im Quartier des Captains befindet, hört die Durchsage mit und überschminkt seine Kratzer. Vor dem Quartier nimmt er dem Techniker Wilson seinen Phaser ab, schlägt ihn bewusstlos und flieht. Kirk 1 und Spock vermuten, dass er sich im Maschinenraum versteckt, und suchen dort nach ihm. Dort stellt Kirk 2 seinen Doppelgänger und will ihn mit dem erbeuteten Phaser erschießen. Spock kann ihn mit einem Nackengriff betäuben, doch es löst sich noch ein Schuss und sorgt für eine weitere Beschädigung der Transportersysteme.
Auf Alfa 177 wird die Lage allmählich kritisch. Heruntergebeamte Heizpatronen unterlagen ebenfalls einer Verdoppelung und wurden dadurch nutzlos. Auf der Krankenstation steht Kirk 2 nun unter Beobachtung. McCoy erklärt Kirk 1, dass der Transporter-Unfall ihn in zwei Wesen aufgespalten hat, von denen Kirk 1 nur die guten, Kirk 2 hingegen die schlechten Eigenschaften des Captains erhalten hat. Kirk 1 braucht seinen Doppelgänger aber auch, denn ohne ihn fehlen ihm wichtige Führungsqualitäten wie Willensstärke und Entschlusskraft.
Als Scott und Spock schließlich die Reparaturen am Transporter abgeschlossen haben, wollen sie einen Versuch wagen, die Verdopplung rückgängig zu machen. Zunächst wollen sie einen Test mit einem hundeähnlichen Tier von Alfa 177 durchführen, das ebenfalls verdoppelt wurde. Tatsächlich können die beiden Hälften wieder vereinigt werden, das Tier stirbt jedoch bei dem Versuch. Dennoch will Kirk 1 angesichts der verzweifelten Lage des Außenteams den Menschenversuch wagen. Er begibt sich auf die Krankenstation, um Kirk 2 abzuholen, wird von diesem aber überrumpelt. Kirk 2 gibt sich nun als Captain aus, begibt sich auf die Brücke und befiehlt, den Orbit zu verlassen, da die Mitglieder des Außenteams angeblich bereits tot seien. Nur wenig später erreichen aber auch Kirk 1 und McCoy die Brücke und können Kirk 2 überwältigen. Der Test kann jetzt endlich stattfinden und endet damit, dass Kirk gesund und wiedervereinigt auf der Transporterplattform steht. Unverzüglich ordnet er an, die völlig unterkühlten, aber noch lebenden Mitglieder des Außenteams aufs Schiff zu beamen.

## Verbindungen zu anderen Star-Trek-Produktionen
Dr. McCoys in zahlreichen Folgen geäußerter Satz „Er ist tot, Jim!“ fällt in dieser Folge zum ersten Mal im vollständigen Wortlaut.
Der vulkanische Nackengriff wird in dieser Folge zum ersten Mal verwendet. Spock-Darsteller Leonard Nimoy erfand ihn als einen schmerzlosen Weg, um einen Gegner außer Gefecht zu setzen. Nimoy wollte damit der von Menschen meist bevorzugten Anwendung roher Gewalt eine eher friedliche vulkanische Methode entgegenstellen.
Die in zahlreichen Star-Trek-Folgen angewendete Methode, mittels eines Phasers Steine zum Glühen zu bringen und so als Wärmequelle zu nutzen, ist in Kirk : 2 = ? zum ersten Mal zu sehen.
In dieser Folge wird der Transporter als einzige Möglichkeit dargestellt, um das auf Alfa 177 gestrandete Außenteam wieder an Bord der Enterprise zu holen. In späteren Folgen hätte man hierfür leicht ein Shuttle verwenden können. Die Existenz von Shuttles war zu diesem Zeitpunkt innerhalb der Serie aber noch nicht etabliert. Sie tauchten in Produktionsreihenfolge erstmals in Notlandung auf Galileo 7 bzw. in Ausstrahlungsreihenfolge in der Doppelfolge Talos IV – Tabu auf.
Das Motiv des durch einen Transporter-Unfall entstandenen Doppelgängers wurde in späteren Star-Trek-Produktionen mehrfach wieder aufgegriffen:
- In Folge 6.24 (Riker : 2 = ?) der Serie Raumschiff Enterprise – Das nächste Jahrhundert von 1993 trifft die Crew der Enterprise D auf einen vor mehreren Jahren entstandenen Transporter-Doppelgänger des ersten Offiziers William T. Riker. Dieser verlässt am Ende der Folge das Schiff und nennt sich fortan Thomas Riker. In Folge 3.09 (Defiant) von Star Trek: Deep Space Nine aus dem Jahr 1994 hat er noch einmal einen Auftritt.
- In der Serie Star Trek: Raumschiff Voyager wurde das Motiv in zwei Folgen in abgewandelter Form aufgegriffen. In Folge 1.14 (Von Angesicht zu Angesicht) von 1995 wird B’Elanna Torres, die Chefingenieurin der Voyager, in eine eher ängstliche und unsichere menschliche und eine aggressive klingonische Hälfte aufgespalten, allerdings nicht durch einen Transporter-Unfall, sondern durch genetische Experimente eines vidiianischen Wissenschaftlers. In Folge 2.24 (Tuvix) von 1996 werden zwei Besatzungsmitglieder der Voyager, der Sicherheitschef Tuvok und der Schiffskoch Neelix, bei einem Transporterunfall zu einer Person vereinigt. Diese neue Person nennt sich Tuvix und entwickelt rasch eine eigenständige Persönlichkeit, wird aber letztlich am Ende der Episode gegen ihren Willen wieder in die beiden Ursprungspersonen aufgespalten.
- In Folge 2.02 (Kayshon, seine Augen offen) der animierten Serie Star Trek: Lower Decks von 2021 entsteht durch einen Unfall ein Transporter-Doppelgänger des Protagonisten Brad Boimler. Aufgrund dieses Unfalls wird Brad Boimler zurück auf die Cerritos versetzt, während sein Doppelgänger, der sich nun William nennt, seinen Posten auf der Titan übernimmt. In Folge 3.08 (Paradoxus) von 2022 täuscht William Boimler seinen eignen Tod vor und tritt der Geheimorganisation Sektion 31 bei.

Ein gehörnter Hund, ein sogenannter Alpha-177-Canide, wie er in dieser Folge gezeigt wird, ist auch in mehreren Folgen der animierten Serie Star Trek: Lower Decks zu sehen.

## Produktion

### Drehbuch
Richard Matheson hatte die Grundidee, eine Science-Fiction-Version von Robert Louis Stevensons Novelle Der seltsame Fall des Dr. Jekyll und Mr. Hyde umzusetzen. Die Entstehung des bösen Doppelgängers bewerkstelligte er hier durch einen Transporter-Unfall. Gene Roddenberry nahm zahlreiche Änderungen an Mathesons ursprünglichem Entwurf vor und ergänzte unter anderem die komplette Handlung um das gestrandete Außenteam.

### Darsteller
Lieutenant Uhura (Nichelle Nichols) ist in Kirk : 2 = ? zwar nicht zu sehen, aber über Funk zu hören. Dennoch erhielt sie keine Nennung in den Credits der Folge.
Edward Madden spielte bereits im 1965 produzierten, aber damals nicht ausgestrahlten Pilotfilm Der Käfig einen namenlosen Geologen. Es ist unklar, ob es sich bei diesem und Fisher um dieselbe Figur handeln soll.
Wilson (Garland Thompson) hatte bereits einen Auftritt in der Folge Der Fall Charly.
Lieutenant John Farrell (Jim Goodwin) hatte später noch Auftritte in den Folgen Die Frauen des Mr. Mudd und Miri, ein Kleinling.

### Kostüme
Für diese Folge wurde eine alternative Uniform für den Captain angefertigt, damit die beiden Kirks optisch besser voneinander zu unterscheiden sind. Diese Uniform wurde noch in mehreren weiteren Episoden verwendet, darunter in der früher ausgestrahlten, aber später produzierten Folge Der Fall Charly. Ab der 2. Staffel von Raumschiff Enterprise wurde sie durch eine veränderte Variante ersetzt.

### Fehler
Direkt am Anfang der Folge fehlt bei beiden Kirks das Abzeichen auf der Brust.
Am Ende der Folge ist der Hauptbildschirm der Enterprise-Brücke in mehreren Einstellungen lediglich eine weiße Leinwand.
Da der böse Kirk in einer Einstellung im falschen Winkel gefilmt wurde, blieb dem Editor Fabien D. Tordjmann keine andere Möglichkeit, als die Aufnahme zu spiegeln. Dadurch befanden sich seine Kratzer nun aber deutlich sichtbar auf der falschen Wange.

## Adaptionen
James Blish schrieb eine Textfassung von Kirk : 2 = ?, die auf Englisch erstmals 1972 in der Geschichtensammlung Star Trek 8 erschien. Die deutsche Übersetzung erschien 1973.
Jenny Parks verarbeitete Kirk : 2 = ? als eine von mehreren Raumschiff-Enterprise-Episoden in ihrem 2017 erschienenen Buch Star Trek Cats, in dem die Hauptfiguren der Serie als Katzen dargestellt werden.

## Rezeption
Charlie Jane Anders führte Kirk : 2 = ? 2014 auf gizmodo.com in einer Liste der 100 besten bis dahin ausgestrahlten Star-Trek-Folgen auf Platz 81.
Ed Gross listete Kirk : 2 = ? 2016 auf empireonline.com in einer Aufstellung der 50 besten bis dahin ausgestrahlten Star-Trek-Folgen auf Platz 15.
Matthew Fisher erstellte 2017 für die Website whatculture.com eine Liste der 30 besten Star-Trek-Folgen. Kirk : 2 = ? führte er hier auf Platz 21.
Die Website Heroes & Icons führte Kirk : 2 = ? 2017 als eine der gruseligsten Episoden von Star Trek.
Paul Rowe listete Kirk : 2 = ? 2020 auf popmasters.com in einer Aufstellung der 20 besten Folgen von Raumschiff Enterprise auf Platz 8.
Christian Blauvelt listete Kirk : 2 = ? 2022 auf hollywood.com in einem Ranking aller 79 Raumschiff-Enterprise-Folgen auf Platz 22.
Sean Ferrick führte Kirk : 2 = ? 2023 auf whatculture.com in einer Liste der zehn kontroversesten Star-Trek-Folgen auf Platz 4.
In jüngerer Zeit wurde die Folge für die Darstellung des Umgangs mit der versuchten Vergewaltigung von Janice Rand stark kritisiert. Die Darstellerin Grace Lee Whitney mochte zwar die Folge im Allgemeinen, da sie hier ihre Schauspieltalente voll entfalten konnte. Mit der letzten Szene war sie jedoch laut ihrer 1998 erschienenen Autobiografie sehr unzufrieden. In dieser meint Spock zu Rand: „The… impostor had some… interesting qualities, wouldn't you say, yeoman?“ (wörtlich: „Der Betrüger hatte einige interessante Eigenschaften, nicht war, Yeoman?“, übersetzt mit „Tja, das Original ist eben doch besser als die Kopie, hab ich Recht?“). Whitney fand diesen Kommentar völlig unpassend und grausam einem weiblichen Charakter gegenüber, der gerade Opfer eines sexuellen Übergriffs geworden war. Sie konnte sich die Einfügung dieser Dialogzeile nur damit erklären, dass einer der (männlichen) Autoren (entweder Richard Matheson als Drehbuchschreiber oder Gene Roddenberry bzw. ein Assistent als Korrektor) tatsächlich der Meinung war, dass Frauen sich insgeheim eine Vergewaltigung wünschen. Alex Moreland kritisierte 2016 darüber hinaus auch die Szene, in der Rand von Kirk 1 und Spock befragt wird. Das weitgehend abwesende Einfühlungsvermögen der beiden männlichen Charaktere und Rands Bemühen, die Sache geheim zu halten, da Kirk schließlich der Captain sei, wirken aus moderner Sicht befremdlich. Auch die Methode von Kirk-Darsteller William Shatner, Grace Lee Whitney zu ohrfeigen, damit sie ihre Rolle intensiver spielt, wurde von Moreland stark kritisiert.

## Parodien und Anspielungen
Die gesamte Handlung von Folge 1.03 (The Good, the Bad, and the Ficus) der Science-Fiction-Fernsehserie Quark von 1978 ist eine Parodie auf Kirk : 2 = ?.
In Folge 4.08 (Vegas, Vegas) der Sitcom Roseanne von 1991 tritt Wayne Newton zusammen mit einem Doppelgänger auf. Protagonist Dan Conner (John Goodman) vergleicht das mit dem guten und dem bösen Kirk aus Kirk : 2 = ?.
In Folge 5.03 (Der doppelte Xander) der Serie Buffy – Im Bann der Dämonen von 2000 wird ein Doppelgänger von Xander erschaffen. Durch die ausdrückliche Erwähnung von Spock wird klar, dass die Folge als Anspielung auf Kirk : 2 = ? zu verstehen ist.
In Folge 9.15 (Liebe auf Rädern) der Zeichentrickserie Family Guy von 2011 erschafft Stewie einen bösen Klon seiner selbst. Dabei ertönt Musik aus Kirk : 2 = ?
In Folge 3.21 (Verlorene Erinnerungen) der Serie The Flash von 2017 erwähnt Cisco Ramon Kirks Transporter-Unfall aus dieser Folge.